# Gasparo Asellius
Gasparo Asellius [Aselli] (1581-1626), var en italiensk läkare.
Asellius var professor i Pavia. Han var den förste att karakterisera det lymfatiska kärlsystemet (lymfkärlsystemet) 1622. Han gjorde sin upptäckt under dissektion av hundar, vilka strax före avlivande erhållit föda, och trodde först, att de tunna vita strängar, som han iakttog på tarmarnas ytor, var nerver, men fanns snart att de utgjorde ett förut okänt slag av kärl med innehåll stammande från tarmen. Aselli antog att dessa kärl inmynnade direkt i levern. Deras förbindelser med bröstgången och det övriga lymfsystemen klarlades nämligne först ett 20-tal år senare genom Rasmus Bartholin, Olaus Rudbeck och Pequet. Sina resultat publicerade han i De Lacteibus sive lacteis venis Quarto Vasorum Mesaroicum genere novo invente Gasp. Asellii Cremonensis Antomici Ticiensis Qua Sententiae Anatomicae multae, nel perperam receptae illustrantur (1627).
Mjölkvener var det namn han gav lymfkärlen då de transporterade vit, genomskinlig vätska i motsats till blodkärlens röda flöde.